# Двигун V6

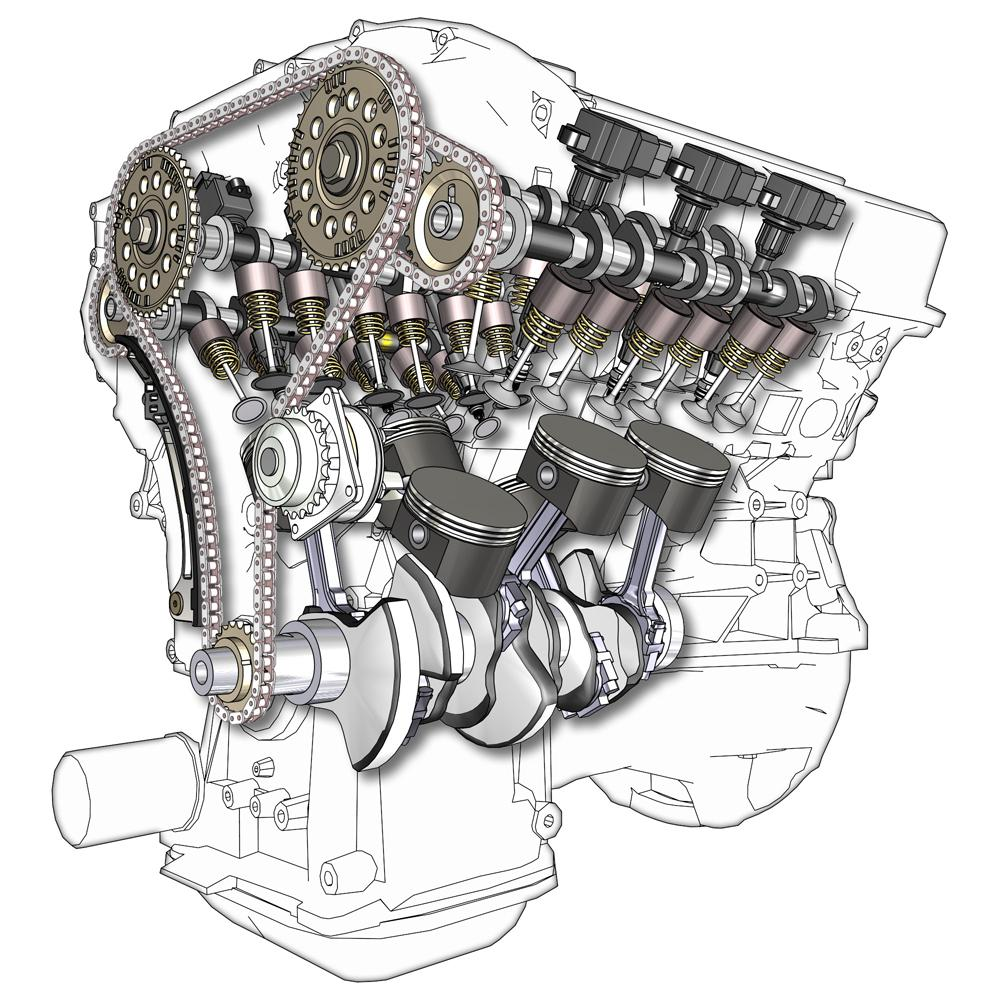
Вигляд двигуна V6 у розрізі із подвійними верхніми розподільними валами

Двигун V6 — це шестициліндровий поршневий двигун, де циліндри мають спільний колінчастий вал і розташовані у V-образній конфігурації.

Типовий двигун OHC V6, представлений у симуляторі двигуна AngeTheGreat

Перші двигуни V6 були розроблені та виготовлені незалежно один від одного компаніями Marmon Motor Car Company, Deutz Gasmotoren Fabrik і Delahaye. Двигуни, створені після Другої світової війни, включають двигун Lancia V6 1950 року для Lancia Aurelia та двигун Buick V6 1962 року для Buick Special. Компонування V6 стало найпоширенішим компонуванням для шестициліндрових автомобільних двигунів.

## Дизайн
Через свою коротку довжину двигуни V6 часто використовуються як опція більшого двигуна для транспортних засобів, які інакше виробляються з рядними чотирма двигунами, особливо для транспортних засобів з поперечним розташуванням двигуна. Недоліком розкішних автомобілів є те, що двигуни V6 створюють більше вібрацій, ніж рядні шестициліндрові двигуни. У деяких спортивних автомобілях, таких як Porsche 911, замість двигунів V6 використовуються шестициліндрові опозитні двигуни через майже ідеальний основний баланс двигуна та нижчий центр ваги (що покращує керованість).
Робочий об’єм сучасних двигунів V6 зазвичай становить від 2,5 до 4,0 л (153 до 244 дюйм3), хоча випускалися більші та менші екземпляри, наприклад 1,8 л (110 дюйм3) Mazda V6, що використовувалася в 1991–1998 Mazda MX-3 або 1,6 л (98 дюйм3) Двигун Mitsubishi V6 використовувався в 1992–1998 Mirage / Lancer, тоді як найбільшим V6 був 7,8 л (476 дюйм3) GMC V6 використовувався в GMC C/K серії 6500 1962 року.

### Баланс і гладкість
Усі двигуни V6 з рівномірним інтервалом запалювання — незалежно від V-кута між рядами циліндрів — схильні до первинного дисбалансу, спричиненого тим, що кожен ряд складається з трьох рядних двигунів, через непарну кількість циліндрів у кожному ряді. Рядні шестициліндрові двигуни не відчувають такого дисбалансу. Щоб зменшити вібрацію, спричинену цим дисбалансом, більшість двигунів V6 використовують гармонічний демпфер на колінчастому валу та/або балансувальний вал, що обертається протилежно.

### Кути циліндрів

#### 10-15 градусів

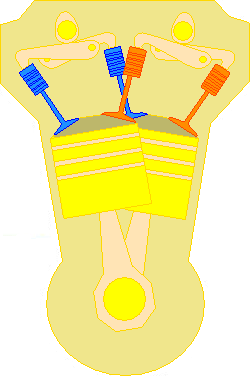
Поперечний переріз двигуна VR6

З 1991 року Фольксваген випускає двигуни VR6 з вузьким кутом повороту з V-кутами 10,5 і 15 градусів. У цих двигунах використовується одна головка блоку циліндрів, спільна для обох блоків циліндрів, у конструкції, подібній до двигуна Lancia V4 1922-1976 років. Двигуни VR6 використовувалися в автомобілях з поперечним переднім приводом, які спочатку були розроблені для рядних чотирьох двигунів. Завдяки мінімальній додатковій довжині та ширині двигуна VR6 його можна відносно легко встановити в моторних відсіках, щоб забезпечити збільшення робочого об’єму на 50 відсотків.

#### 60 градусів

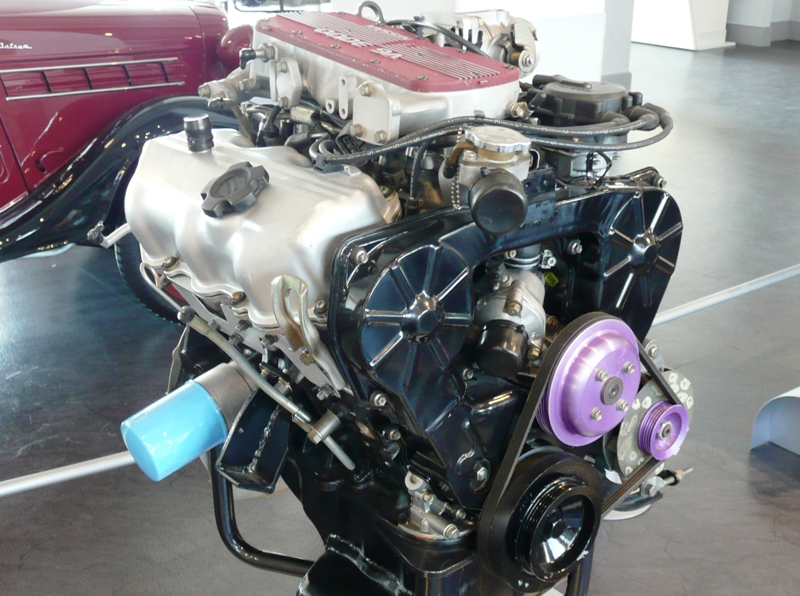
1984-1999 Nissan VG30E 60-градусний двигун

V-подібний кут 60 градусів є оптимальною конфігурацією для двигунів V6 щодо балансу двигуна. Коли для кожного циліндра використовуються окремі кривошипні пальці (тобто з використанням колінчастого вала з шістьма ходами), можна використовувати рівномірний інтервал спрацьовування 120 градусів. Цей інтервал спалювання є кратним V-куту 60 градусів, тому сили горіння можна збалансувати за допомогою відповідного порядку запалювання.

#### 90 градусів

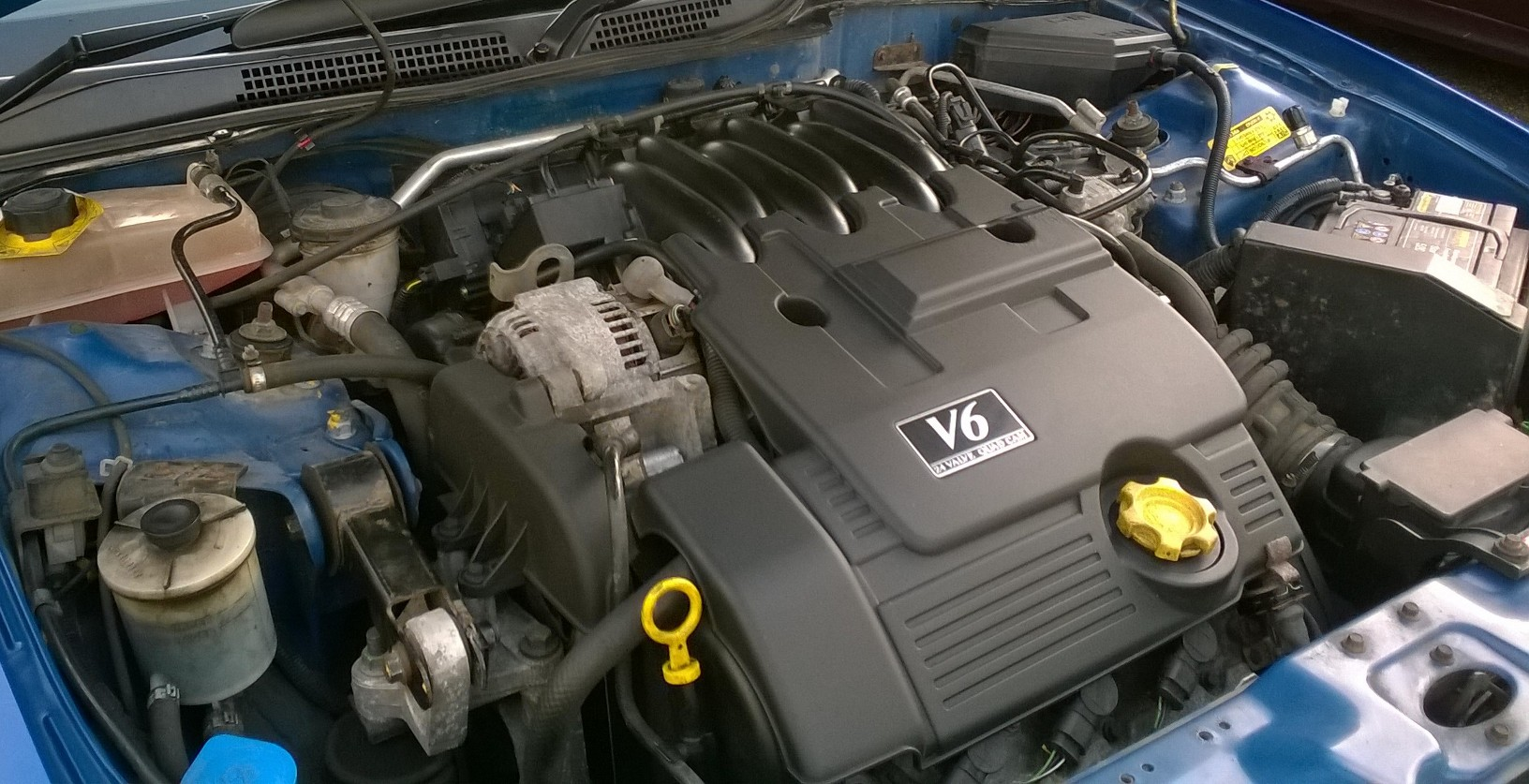
1996-2005 Rover KV6 90-градусний двигун

Багато виробників, особливо американські, будували двигуни V6 з V-кутом 90 градусів на основі своїх існуючих 90-градусних двигунів V8. Такі конфігурації було легко спроєктувати, видаливши два циліндри та замінивши чотириходовий колінчастий вал двигуна V8 на триходовий колінчастий вал. Це зменшило витрати на проєктування, дозволило новому V6 використовувати компоненти разом з двигуном V8, а іноді дозволяло виробникам створювати двигуни V6 і V8 на одній виробничій лінії.

#### 120 градусів
На перший погляд, 120 градусів може здатися оптимальним V-кутом для двигуна V6, оскільки пари поршнів в альтернативних рядах можуть мати спільні колінчасті пальці в триходовому колінчастому валу, а сили згоряння врівноважуються інтервалом спрацьовування, що дорівнює кут між берегами циліндрів. Конфігурація 120 градусів, на відміну від конфігурацій 60 або 90 градусів, не вимагатиме рівномірного обертання колінчастих валів із рухомими важелями, розділених шатунів або семи корінних підшипників. Однак основний дисбаланс, викликаний непарною кількістю циліндрів у кожному ряду, все ще залишається в двигуні V6, що обертається на 120 градусів. Це відрізняється від ідеального балансу, досягнутого 90-градусним двигуном V8 із широко використовуваним поперечним колінчастим валом, оскільки чотирирядний двигун у кожному ряді двигуна V8 не має основного дисбалансу.

#### Інші кути
Інші кути двигунів V6 можливі, але можуть мати серйозні проблеми з вібрацією, якщо не дуже ретельно розроблені. Відомі V-кути включають:
- 45 градусів — ЕМД 567 і ЕМД 645 локомотивні, суднові та стаціонарні дизелі. Ці двигуни базувалися на двигунах V8 і V16, які також використовували V-кут 45 градусів.
- 54 градуси — 54-градусний автомобільний двигун General Motors 1994-2004 років. Трохи менший, ніж зазвичай, V-подібний кут був використаний для зменшення ширини двигуна, що дозволило використовувати його в невеликих передньопривідних автомобілях з поперечним розташуванням двигуна.
- 65 градусів — автомобільний двигун Ferrari Dino 1956-1975 років. Кут V був збільшений із загальноприйнятого на той час кута 60 градусів, щоб дозволити використовувати більші карбюратори (для потенційно більшої потужності в гоночній настройці). Шатунні шатуни зі зміщенням 55 градусів у кожній парі циліндрів використовувалися для досягнення рівномірного інтервалу запалювання двигуна V6 на 60 градусів. Автомобільний двигун Nissan-Renault V9X випуску з 2009 року по теперішній час також використовував кут крену 65 градусів, щоб турбокомпресор міг розташуватися між рядами циліндрів.
- 72 градуси — дизельний двигун Mercedes-Benz OM642 BlueTEC. Цей двигун використовує кривошипні пальці, зміщені на 48 градусів, щоб досягти рівномірного інтервалу спрацьовування.
- 75 градусів — двигун Isuzu V 1992-2004 рр. використовувався в Isuzu Rodeo та Isuzu Trooper. Ці двигуни випускалися у версіях SOHC і DOHC. Двигун V6 75 градусів також використовується Honda NSX 2016–2022 років.
- 80 градусів — двигун Honda RA168-E 1988 року, який використовується в гоночному боліді McLaren MP4/4 Formula One.

## Дивись також
- Рядний шестициліндровий двигун